# Ascogrammitis athyrioides
Ascogrammitis athyrioides là một loài dương xỉ trong họ Polypodiaceae. Loài này được Hook. Sundue mô tả khoa học đầu tiên năm 2010.